# Вардёхюс
Вардёхюс (норв. Vardøhus festning) — крепость в городе Вардё, в норвежской губернии Тромс-ог-Финнмарк. Расположена на острове Вардёя, в устье Варангер-фьорда Баренцева моря, вблизи границы с Россией.

## История

### Древняя история
Основана в 1306 году королём Хаконом V на границе зон норвежского и новгородского влияния. К 1326 году здесь стала проходить граница Норвегии и России. В 1340 норвежский архиепископ предпринимал усилия для упрочения норвежских позиций в регионе. В 1597—1600 Борис Годунов предъявлял территориальные претензии на территорию Лапландии и земли, где располагалась крепость. Современное крепостное сооружение, в плане имеющее форму восьмиконечной звезды, было построено в 1734—1738 годах. В 1761 и 1768-69 венгерский священник и астроном Максимилиан Хелл наблюдал здесь прохождение Венеры по диску Солнца; обсерватория Хелла не сохранилась, и в наши дни о его работе напоминает мемориальная табличка.

### Война
В начале Второй мировой войны 15-20 финских солдат были интернированы в Вардёхюсе. В начале Норвежской кампании маленький гарнизон крепости был увеличен за счет мобилизованных солдат. В ней содержались немецкие военнопленные, в основном члены экипажей судов Кригсмарине, захваченные норвежцами во время боевых действий на юге страны. На Вардёхюс был совершён один авианалёт, в ходе которого норвежцы пулемётным огнём повредили немецкий бомбардировщик, ранив одного из пилотов.
Однако кампания закончилась поражением и оккупацией Норвегии. Расположенная на дальнем севере крепость стала последним норвежским объектом, сложившим оружие. Немцы добрались до неё не сразу, а затем имела место «война флагов», когда солдаты Вермахта вешали свой, а норвежцы после их отъезда каждый раз сжигали нацистское знамя, поднимая над Вардёхюсом собственное. Так или иначе, несколько лет продолжалась немецкая оккупация Вардё и его крепости. Перед отступлением из Финнмарка в конце войны использовавшие тактику выжженной земли немцы сожгли город и уничтожили свои береговые батареи, но Вардёхус остался нетронутым, хоть и нуждался в ремонте.

### Послевоенные годы
В 1945—1947 годах Вардёхюс был тюрьмой, где содержались коллаборационисты. Затем ему вернули статус крепости. В настоящее время она служит для производства салютов по праздникам и отдельно выстрелами из пушки традиционно уведомляет школьников Вардё об окончании полярной ночи, когда со стен крепости после перерыва снова замечают солнце.

## Современное состояние
В настоящее время гарнизон крепости состоит из коменданта и 4 солдат.
В здании казармы 1811 года постройки размещён небольшой музей (среди экспонатов — «королевская балка», на которой посещавшие крепость короли начиная с Кристиана IV и заканчивая Харальдом V оставляли свои инициалы).
На территории крепости у дома коменданта в 1950-х годах была посажена рябина, долгое время считавшаяся единственным деревом расположенного в арктической климатической зоне Вардё. Каждую зиму дерево бережно укутывали, однако суровую зиму 2002 года оно не пережило — и в 2004 году на его месте была высажена новая рябина.

### Список комендантов
(неполный)
- Джон Каннингем (1619—1651)
- Капитан Trost (1802—1807)

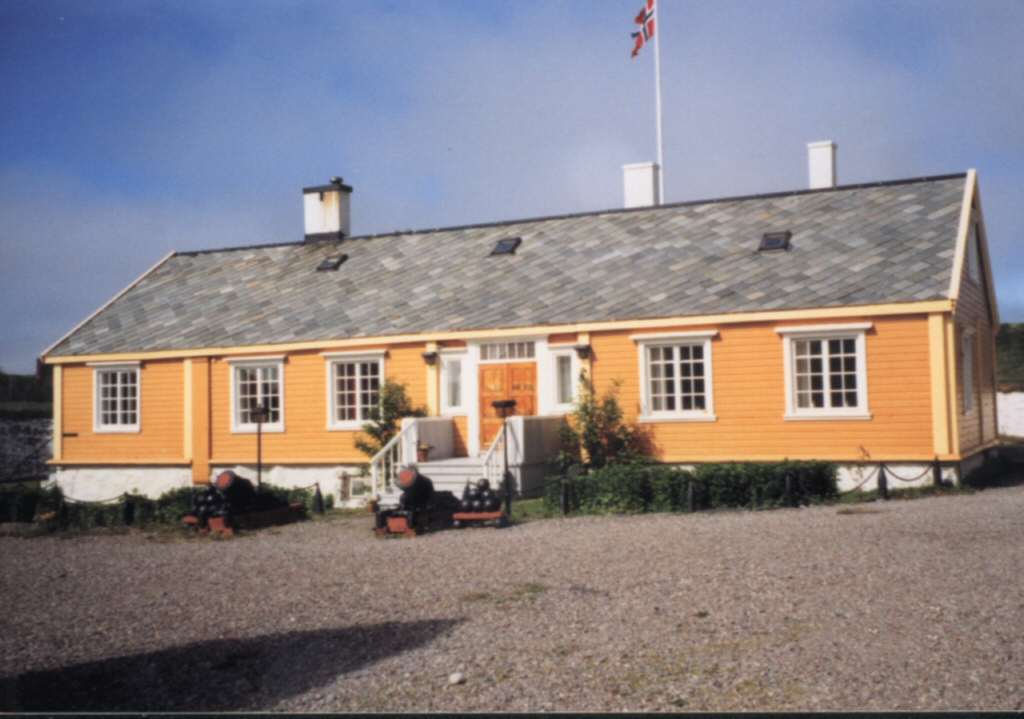
Офицерские квартиры в крепости

- Капитан Ole Brock (до 24 июня 1812)
- Christian Hiorth (24 июня 1812—1815)
- Капитан Johan Frey (1815-)
- Лейтенант Haldor Lykke (1831?)
- Первый лейтенант Ross Peter Heiberg (годы жизни: 1789—1838, комендант с 12 июля 1833 по 2 ноября 1838)
- Первый лейтенант M. B. Hall (1854-)
- Капитан Carl Schultz (1867-)
- Майор M. C. Arnesen (1884—1914)[11]
- Майор A. F. Holster (1915—1934)[11]
- Капитан Johan Basilier Basilier (1935-13 апреля 1940)[11]
- Лейтенант (ВМФ) B. Bjerkelund (13 апреля — 8 июня 1940)[11]
- Лейтенант H. Johannesen (8-18 июня 1940)[11]
- Капитан (ВМФ) Ronald Rye Rynning (18 июня 1940-7 ноября 1940)[11]
- 1945—1947: коменданта не было, крепость использовалась в качестве тюрьмы[9]
- Капитан-лейтенант P. M. Jakobsen (1974—1980)[11]
- Капитан-лейтенант Per Evensen (1980—1987)[11]
- Капитан-лейтенант F. Th. Erichsen (1987—1988)[11]
- Капитан-лейтенант A. Hallaren (1988—1991)[11]
- Капитан-лейтенант S. H. Kristiansen (1991—1993)[11]
- Капитан-лейтенант R. S. Kvien (1993-)[11]
- Ivar Olaf Halse (-июнь 2003)
- Lasse Haughom (июнь 2003-июнь 2005)
- Lars Andreas Rognan (июнь 2005-август 2008)
- Майор Tor Arild Melby (август 2008-н. в.)